# Schadberg
Schadberg (Oberer Schadberg und Unterer Schadberg) ist ein zur Gemeinde Kaisersbach gehörender Weiler im Welzheimer Wald im baden-württembergischen Rems-Murr-Kreis. Der kleine Ort liegt im Naturpark Schwäbisch-Fränkischer Wald.

## Geographische Lage
Schadberg liegt etwa 4 km südöstlich der Ortsmitte von Kaisersbach im Tal der Kaisersbacher Blinden Rot. Die Häusergruppen Oberer Schadberg (rechtsseits der Blinden Rot im Untertal des zufließenden Schwarzbachs) und Unterer Schadberg (am linken Ufer der Blinden Rot) haben jeweils etwa 10 Hausnummern. Umliegende Ortschaften sind Ebersberg, Ebersbergmühle, Cronhütte, Hellershof, Schillinghof, Killenhof, Gmeinweiler und Gebenweiler (im Uhrzeigersinn).

## Geschichte
Am 7. Januar 1271 traten der Ritter Konrad Wäscher (Cunradus miles cognominatus Wascher) und sein Sohn Konrad (et filius noster Cunradus) der Benediktinerabtei Lorch einige Ortschaften ab. Neben Aichstrut, Großdeinbach, Nibelgau und Wighartsreute auch ein Schadeburch. Im Gegenzug erhielt der Ritter Konrad Wäscher von dem Kloster ein Hofgut in Beuren, dem heutigen Wäschenbeuren. Bis ins 17. Jahrhundert wurde der Ortsname Schadberg in allen Lagerbüchern und Urkunden stets als Schadburg geschrieben. Daher wird in der Forschung davon ausgegangen, dass in Schadberg eine nicht unbedeutende Burg stand, von der sich jedoch keinerlei Überreste erhalten haben. Der alte Burgstall (Flurname Schanz) liegt auf einem felsigen Bergsporn südlich des Unteren Schadbergs, welcher im Norden und Osten von der Blinden Rot und im Süden vom Schwarzbach eingerahmt wird. Es ist nicht bekannt wer die Burg einst erbaute.

### Ehemalige Wallfahrtskirche St. Ulrich und Friedhof
Im Jahre 1352 wurde auf dem Ambrosiusberg in Schadburg eine nach St. Ulrich von Augsburg benannte Wallfahrtskirche errichtet. Um die Kirche bestand ein Friedhof. Die bei Wallfahrern beliebte Kapelle warf dem Kloster Lorch reiche Einkünfte ab. Der Chor erhielt 1393 als Ausmalung einen Passionszyklus. 1458 wurden etwa 26 Pfund Heller für eine Renovierung ausgegeben. 1480 das Kirchenschiff vergrößert und zwei Seitenaltäre aufgestellt. Zur Ausstattung wurden Reliquien erworben. Ein Priester aus Welzheim las viermal im Jahr die Heilige Messe in Schadberg. Den Wallfahrern wurde ein Ablass von vierzig, später (1486 und 1487) ein Ablass von hundert Tagen zugesichert. Nach der Reformation wurden die Wallfahrten abgeschafft. 1555 befahl Herzog Christoph von Württemberg den Abbruch von zahlreichen Feldkapellen und Wallfahrtskirchen. Die Ulrichskirche wurde daraufhin abgerissen, die Steine als Baumaterial nach Schorndorf gebracht. Im Jahre 1791 wurde der Grundstein der Kirche wiederentdeckt und die darin eingelegten vier silbernen Münzen und zwei Bleiplättchen dem Oberkirchenrat übergeben.